# ليندا داي
ليندا داي (بالإنجليزية: Linda Day)‏ هي مخرجة أمريكية، ولدت في 12 أغسطس 1938 في لوس أنجلوس في الولايات المتحدة، وتوفيت في 23 أكتوبر 2009 في جورجتاون في الولايات المتحدة بسبب ابيضاض الدم وسرطان الثدي.

## وصلات خارجية
- ليندا داي على موقع IMDb (الإنجليزية)
- ليندا داي على موقع قاعدة بيانات الفيلم (الإنجليزية)